# Ministério do Ambiente e da Transição Energética
O Ministério do Ambiente e da Transição Energética (MATE) foi a designação do antigo departamento do governo português responsável pelas questões ambientais e energéticas.

## Ministros
| Período     | Ministro                   | Governo                    |
| ----------- | -------------------------- | -------------------------- |
| 2018 – 2019 | João Pedro Matos Fernandes | XXI Governo Constitucional |